# Боковий приголосний
Бокові приголосні - це (л-подібні) приголосні, в яких повітряний потік проходить по боках язика, але язик блокує потік від проходження через середину рота.
Найчастіше, кінчик язика торкається верхніх зубів (див. зубний приголосний) або верхніх ясен (альвеолярний відросток) безпосередньо за зубами (див. альвеолярний приголосний). Найбільш поширеними боковими приголосними є апроксиманти і належать до класу плавних, хоча бокові фрикативні і африкати є поширеними в деяких частинах світу.
Губно-зубні фрикативні [f] і [v] часто, можливо, як правило, мають бічний повітряний потік, оскільки губи перекривають повітряний потік в центрі, але вони, тим не менш, не вважаються боковими приголосними, тому що жодна мова не робить різниці між цими двома варіантами. Проривні приголосні ніколи не бувають боковими, хоча вони можуть мати бічне вивільнення і відмінність не має сенсу для носових і приголосних звуків, що артикулюються в горлі.
Приголосні не обов'язково бокові або центральні. Деякі з них, такі як японський r, не визначені центральністю: японська r може мати алофони як центральний одноударний [ɾ] і боковий одноударний [ɺ].